# マークスグループ
マークスグループ（英語: Marks Group.）は、かつて存在した日本のAVプロダクションである。

## 概要
会社設立当時は企画系事務所だったが、著名な単体女優やグラビアアイドルなど500名以上が所属する大手プロダクションとなった。マークスジャパン（単体中心）、ファイブプロモーション（企画単体中心）、バルドエージェンシー（熟女系中心）の3つの部門があった。
2017年8月、清算結了手続きを行い、法人としては解散している。

## 事件
2016年6月11日、「アダルトビデオに出演させ、公衆道徳上、有害な業務に就かせた」として、マークスジャパン社長ら幹部3名が警視庁によって逮捕された。2016年7月1日、東京区検は労働者派遣法違反の罪で3名と法人を略式起訴した。東京簡裁は同日、それぞれについて罰金刑の略式命令を出した。
この当時のマークスは大手事務所として知られ、悪い噂も聞かない、むしろ優良事務所とされていた。それだけにこの逮捕劇は業界に衝撃を与えた。容疑が所属女優をAV撮影に派遣することという、業界すべてに当てはまる事項だっただけに、事件は業界構造の再編を余儀なくされた。これはのちのIPPA、AVAN設立につながっていく。
警視庁はこのとき、グループ企業であるファイブプロモーション、AVメーカーのCA、ピエロにも家宅捜索で踏み込んだ。最大手メーカーCAへの家宅捜索は業界を震撼させたという。

## 過去の所属モデル

### マークスジャパン
- 藤嶋唯
- 橘ひなた
- 美咲かんな
- 椿かなり
- 西木美羽
- 村瀬優花
- 椎名まりな
- 知花メイサ
- 水希杏
- 美緒みくる
- こずえまき
- 尾上ライナ
- 伊東麻央
- 三浦まい
- 市川まほ
- 芹川レイラ
- 森谷みう
- 梅宮リナ
- 天衣萌香
- 阿利希キリア
- 白井ゆきな
- 長谷川聖那
- 夢咲りぼん
- 瀬名一花
- 河合こころ
- 佐々木はるか
- MISAKI
- 佐藤友里
- 姫乃未来
- 沢村サリナ
- あやみ旬果
- 一ノ瀬恋
- 麻海りあ
- 北見ゆみ
- 館野奈穂
- 二階堂ソフィア
- 長谷川綾
- 知世奏
- 来栖みさ
- 雲乃亜美
- 香澄のあ
- 夏希みなみ
- 竹内真琴
- 篠田ゆう
- 原波瑠
- 松澤理乃
- 阿井原すみれ
- 妃月るい
- 真木今日子
- 湊莉久
- あゆみ翼
- 彩城ゆりな
- 涼川絢音
- あやね遥菜
- みなあいり
- 桃乃誉
- 大崎美佳
- 小松ほなみ
- 三嶋沙希
- 柚木しおり
- ひかりれお
- 安西ケイト
- 皆道あゆむ
- 愛須心亜

### ファイブプロモーション
- 秋吉くるみ
- あすかみみ
- 有村千佳
- はるか悠
- 葉山美空
- RUMIKA
- 真田春香
- 相葉レイカ
- 高梨あゆみ
- 高木愛美
- 間宮いずみ
- 吉川いと
- 水嶋あい
- 芽衣奈
- 西村アキホ
- 間宮純
- 浅倉愛
- 内藤斐奈
- 風見渚
- 風谷音緒
- 冬野みずき
- 倉科紗央莉
- 鮎川みさと
- 岡山涼花
- あまねなのは
- 高嶺みりあ
- Eco
- 七瀬りの
- 小宮山せりな
- 鈴夏ゆらん
- 石原こと
- 辻井美穂
- かなで自由
- 湊莉久
- 夏原カレン
- 穂積マヤ
- 名倉瞳
- 志紋ELLE
- 永瀬りいな
- 羽鳥澄香
- 乙アリス
- 七海りこ
- 黒木いくみ
- 唯川千尋
- 倉持りん
- AIKA
- 西田那津
- 里崎あかね
- あず希
- 原田実紗
- 和希優子
- 初美沙希
- 彩奈リナ
- 城崎桐子
- 夏海花凛
- 月本愛
- 二階堂ゆり
- 八咲唯
- 本庄瞳
- 仲本紗代
- 星野ひびき
- 杏美月
- 浜咲恵利

### バルドエージェンシー
- 柳田やよい
- 加納綾子
- 山本美和子
- 武藤あやか
- 藤咲飛鳥
- 天海ゆり
- 酒井ちなみ
- 井川ゆい
- 山口智美
- 押切あやの
- 松嶋友里恵
- ささきふう香
- 石倉えいみ
- 城エレン
- 深津佳乃
- 香山蘭
- 内田美奈子
- 美原咲子
- 坂田美影
- 折原みさと
- 保坂友利子
- 霞貴理子
- 北川千尋
- 中野彩
- みずしまちはる
- 竹下千晶
- 望月ゆみ
- 湯沢多喜子
- 菊川麻里
- 愛澄玲花
- 名取美知子
- 宝来みずほ
- 白木優子
- 黒谷彩乃
- 観乃ひろみ
- 本庄瞳
- 一条綺美香
- 彩月かおる